# Lepisosteus osseus
El pejelagarto narigudo, catán narigudo, catán aguja, pez picudo o pez caimán (Lepisosteus osseus) es una especie de actinopterigio holósteo de la familia Lepisosteidae. Se encuentra en la mitad este de Norteamérica y en algunos afluentes del río amazonas. Es una especie apreciada en la pesca.
Su origen se remonta a millones de años atrás, cuando dominaba en los lagos y ríos de Canadá, Estados Unidos y Norte de México, aunque en los últimos 3 siglos su hábitat y su número ha bajado por consecuencia de la actividad humana. 

## Descripción

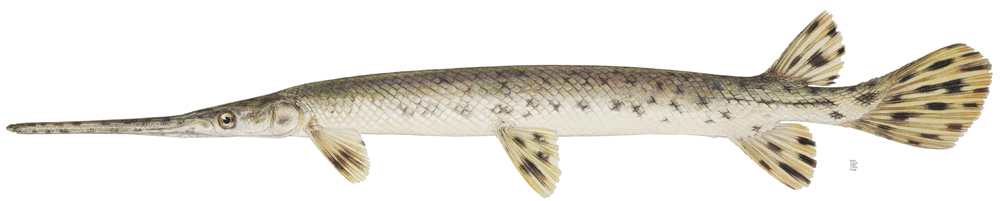
Lepisosteus osseus

El pejelagarto narigudo es un pez de gran tamaño, que llega a medir entre 60 y 200 cm. Puede llegar a pesar hasta 40 kg. La coloración varía, aunque el cuerpo suele ser de color marrón u oliva, blanco en la parte inferior, con manchas oscuras en el cuerpo y las aletas. Los ejemplares juveniles presentan una característica franja negra horizontal que recorre todo el cuerpo, que desaparece con la edad. Presenta una forma alargada y estilizada. La cabeza consta de grandes ojos y un hocico alargado que se asemeja al de un cocodrilo (de ahí le viene el nombre de pez caimán), con numerosos dientes afilados. La mandíbula superior es más larga que la inferior. El cuerpo está cubierto por grandes escamas óseas no superpuestas. Las aletas dorsal y anal se sitúan cerca de la aleta caudal. No tienen espinas, y presentan pocos radios. La aleta caudal es heterocerca. La vejiga natatoria está adaptada para respirar aire. La especie presenta dimorfismo sexual: las hembras son más grandes y redondeadas que los machos, más pequeños y alargados.

## Biología y comportamiento
El pejelagarto narigudo es un depredador agresivo que se alimenta de peces y crustáceos, a los que atrapa con sus largas mandíbulas provistas de dientes afilados. Ocasionalmente se alimenta de moluscos. Esta especie habita en el curso bajo de los ríos y en aguas estancadas con abundancia de plantas acuáticas. Se sitúa cerca de la superficie, prefiriendo espacios abiertos. Tolera altas temperaturas y puede respirar aire si el agua donde vive es pobre en oxígeno disuelto. Es un pez poco activo, que permanece quieto a la espera de presas
La hembra efectúa la puesta entre finales de primavera e inicios de verano, aunque en latitudes inferiores la puesta se efectúa en abril. La hembra deposita unos 8000 huevos por kilogramo de masa. Los huevos eclosionan en una semana, y las crías permanecen adheridas a las plantas acuáticas. Se alimentan en un principio de insectos y crustáceos, aunque incorporan peces a su dieta, practicando incluso el canibalismo. Las crías crecen con rapidez, alcanzando los 30 cm al año de vida. Esta especie puede alcanzar una edad de entre 17 y 20 años

## Relación con su cautiverio
El pejelagarto narigudo es una especie que se mantiene en cautividad en acuarios. Ocupa la sección superior del acuario, y precisa una instalación grande. Se alimenta de presas vivas y muertas, por lo que conviene mantenerlo separado de peces pequeños. No se ha conseguido reproducir en cautividad. Por otra parte, es una especie que se pesca. Se suelen utilizar métodos especializados para capturarlo, como la pesca submarina. Para la pesca con caña se suele utilizar un anzuelo circular, y pescar por la noche, pues esta especie es de hábitos nocturnos.
Actualmente rige un impedimento de 3 años que prohíbe su captura para permitir que su especie se recupere, además de que la Secretaria de Agricultura, Ganadería, Desarrollo Rural, Pesca y Alimentación (SAGARPA), la Universidad Autónoma de Nuevo León (UANL) y el Instituto  Tecnológico  y de Estudios Superiores de Monterrey (ITESM) mantienen programas de reproducción en cautiverio del pez para luego liberar a la crías en ríos y lagunas.
La cual decrecénta el número de especies en México.